# Партия Алжира за демократию и социализм
Партия Алжира за демократию и социализм (ПАДС; араб. الحزب الجزائري من أجل الديمقراطية والاشتراكية‎) — марксистско-ленинская партия в Алжире.
Создана в 1993 из левого крыла Партии социалистического авангарда, стремившегося восстановить коммунистическую идентичность.
Партийный орган «Le Lien des Ouvriers et Paysans».